# Dirka po Franciji 1939
Dirka po Franciji 1939 je bila 33. dirka po Franciji, ki je potekala leta 1939.

## Pregled
| Kategorije                          | Podatki       |
| ----------------------------------- | ------------- |
| Začetek-konec                       | Pariz - Pariz |
| Dolžina (km)                        | 4.224         |
| Število etap                        | 18            |
| Povprečna hitrost zmagovalca (km/h) | 31,986        |
| Kolesarjev                          | 79            |
| Tekmo končalo                       | 49            |